# Dzieło Boskie albo Pieśni Wiednia wybawionego i inszych transakcyjej wojny tureckiej w roku 1683 szczęśliwie rozpoczętej
Dzieło Boskie albo Pieśni Wiednia wybawionego i inszych transakcyjej wojny tureckiej w roku 1683 szczęśliwie rozpoczętej – barokowy utwór poetycki autorstwa Wespazjana z Kochowa, wydany w 1684 roku, po zwycięstwie Jana Sobieskiego pod Wiedniem.

## Okoliczności powstania dzieła

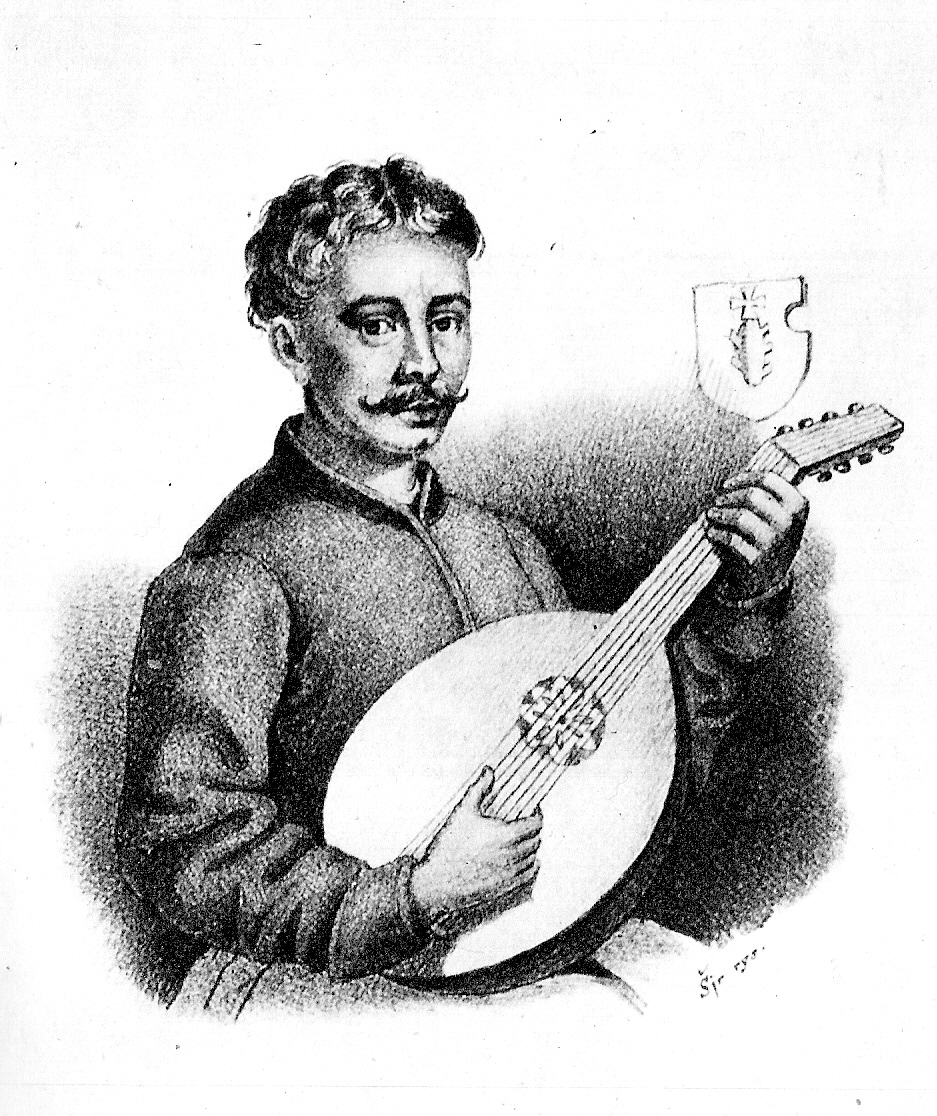
Wespazjan Kochowski

Wespazjan Kochowski wziął udział w kampanii wiedeńskiej na prośbę króla. Swoje relacje po zakończeniu wyprawy spisał w Commentarius belli adversum Turcas ad Viennam et in Hungaria. Do wydarzeń z 1683 roku powracał w swoim dziełach Klimakteria (w VI tomie) oraz Psalmodia polska (wątek główny ośmiu psalmów). Uważa się, że zwycięstwo pod Wiedniem wywarło ogromny wpływ na poetę, dlatego przystąpił on do spisania Dzieła Boskiego.... Ponadto w posłowiu Kochowski wskazał na cel, który pragnął osiągnąć swoim poematem. Przy pisaniu kierował się uczuciami patriotycznymi i dążył do upamiętnienia czynów Polaków pod Wiedniem.

## Struktura utworu
Dzieło Boskie... składa się z 110 oktaw. Po wstępnej inwokacji do Matki Boskiej (oktawy II-IV) przedstawia autor, jak siły piekielne skłoniły Turków do nowej wyprawy na państwa chrześcijańskie, po czym opisuje mobilizację armii sułtana sposobiącej się przy wsparciu Węgrów pod Wiedeń. Sytuacja zaniepokoiła cesarza Leopolda, który obietnicę pomocy otrzymuje jedynie od króla polskiego. Następnie ukazano marsz Jana III (przez Częstochowę, Kraków, Tarnowskie Góry) na odsiecz stolicy austriackiej, spotkanie sił chrześcijańskich oraz przebieg walnej bitwy, która opisana została jedynie w dziewięciu strofach. Przedstawienie czynu militarnego dopełniają informacje o ucieczce wezyra, pogoni, łupieniu obozowiska najeźdźców, posłaniu zdobycznego sztandaru papieżowi opis spotkania cesarza i króla polskiego po zakończeniu zmagań. Zwycięstwo zostało przypisane wsparciu Bożemu. W posłowiu Do czytelnika brawurowe zwycięstwo polskiego króla porównano do czynów Gotfryda z Bouillon. Utwór na wzór Gofreda abo Jeruzalem wyzwolonej Torquata Tassa w przekładzie Piotra Kochanowskiego ułożony został oktawą. W poemacie dostrzec można także inspiracje frazeologią tłumaczenia Kochanowskiego.

## Wydania
Pierwodruk Dzieła Boskiego... został wydany po raz pierwszy w 1684 roku przez Wojciecha Goreckiego. Znajduje się obecnie w Bibliotece Zakładu Narodowego im. Ossolińskich (sygn. XVII-5682-III). Zachował się w klocku, posiada format quarto. Został oprawiony wraz z Commentarius belli adversum Turcas ad Viennam et in Hungaria. Inny egzemplarz pierwodruku także jest przechowywany w Bibliotece Ossolińskich (sygn. XVII-5362-II).
Fragmenty utworu (inwokacja, mowa Tyzyfony i wezwanie Tököly’ego do czynu zbrojnego) zostały opublikowane w Warszawie w 1814 roku w Wyborze różnych gatunków poezji z rytmopisów polskich dla użytku młodzieży w części 2, wydaniu 2. W 1859 roku w Krakowie Kazimierz Józef Turowski wydał pełny tekst bez karty tytułowej w Pismach wierszem i prozą Wespazjana Kochowskiego. To wydanie zawiera wiele błędów, wynikających z modernizacji języka polskiego w XIX wieku. W 1921 roku w Warszawie ukazało się kolejne wydanie Dzieła Boskiego... w opracowaniu Andrzeja Boleskiego. Zostały w nim pominięte dedykacja i 24 oktawy. W 1983 roku ukazało się krytyczne wydanie w opracowaniu Mariana Kaczmarka. Utwór został wydany przez Ossolineum. Za podstawę do publikacji Dzieła Boskiego... posłużyły dwa egzemplarze pierwodruku.